# Die Karbidlampe
Die Karbidlampe Still Life II ist ein Gemälde aus dem Frühwerk von Joan Miró, das er 1922/23 in Katalonien malte. Das in Mont-roig del Camp und Paris entstandene Bild gilt als Werk des Übergangs, in der Miró hin zur endgültigen Abkehr von der Wirklichkeitsdarstellung gelangte.

## Hintergrund
Die Karbidlampe malte Miró 1922/23 in einer Phase des Umbruchs, nachdem er die noch in Der Tisch (Stillleben mit Kaninchen) (1920) und Der Bauernhof (1921/22) realistische Malweise verlassen hatte, was schließlich 1923/24 in seine Schlüsselwerke Gepflügte Erde und Katalanische Landschaft (Der Jäger) mündete. In Die Karbidlampe reduziert Miró den Bildgegenstand „drastisch auf klar umrissene Formen, die gegen einen flachen Hintergrund gesetzt sind. Während die Lampe noch leicht schattiert ist, bestehen Frucht und Gitter nur mehr aus Linien.“ Es gehört in eine Reihe von Stillleben wie Der Tisch (Stillleben mit Kaninchen) (1920), Tisch mit Handschuh (1921), Die Kornähre (1922/23) und Bratrost und Karbidlampe (1922/23), „wobei die auf der Leinwand abgebildete Oberfläche sowie alle darauf stehenden Gegenstände ohne Tiefe dargestellt und auf diese Weise das gesamte Bild in eine zusammenhängende, dekorative Fläche verwandelt wurde.“ Dabei ist Mirós Malweise von neusachlicher Kühle geprägt.

## Provenienz
Das Gemälde Die Karbidlampe befindet sich heute im New Yorker Museum of Modern Art und ist nicht öffentlich ausgestellt.